# Integrationslotse
Als Integrationslotse oder Integrationslotsin wird in Deutschland und Österreich eine ehrenamtlich oder hauptamtlich aktive Personen bezeichnet, die Personen mit Migrationshintergrund bei der Integration in unterschiedlichen Bereichen unterstützt. Häufig geht es dabei um die Begleitung zu Ämtern und anderen Institutionen der Aufnahmegesellschaft. Integrationslotsen haben häufig selbst eine Zuwanderungsgeschichte.

## Aufgabenbeschreibung
Es existiert keine allgemeingültige Beschreibung der Aufgaben und des Einsatzgebiets von Integrationslotsen. Selbst in einzelnen Projekten sind diese häufig nicht festgeschrieben. Ihre Rolle wird teils umschrieben mit Tätigkeiten wie Begleiter, Berater, Brückenbauer, Vermittler, Kulturdolmetscher.
Integrationslotsen leisten unter anderem:
a) Sozialraumorientierung: Sie ermitteln den Unterstützungsbedarfs von Personen mit Migrationshintergrund im Umgang mit Institutionen der Aufnahmegesellschaft (Behörden, Krankenkassen, Schulen etc.). Sie geben nützliche Informationen und Kontakte weiter. Sie ermutigen zur Inanspruchnahme von Hilfsangeboten (z. B. Deutschkursen, Beratungsstellen etc.).
b) Niedrigschwelliges Dolmetschen: Sie begleiten Personen mit Migrationshintergrund persönlichen zu Institutionen und vermitteln sprachlich und kultureller im Dialog zwischen Mitarbeitern der Institutionen der Aufnahmegesellschaft und Personen mit Migrationshintergrund.
Nicht selten haben Integrationslotsen selbst einen Migrationshintergrund. Grundlage der Arbeit mit Personen mit Migrationshintergrund ist der Aufbau eines Vertrauensverhältnis zwischen Integrationslotse und Kunde / Klient. Dabei übernehmen Integrationslotsen mitunter eine Rolle, in der sie als Fürsprecher ihrer Klienten deren Anliegen vortragen, wodurch sie das asymmetrische Verhältnis von Macht zwischen Verwaltungsmitarbeitern und Kunden abmildern können. Dadurch haben Integrationslotsen eine andere Funktion als neutrale Sprachmittler. Nichtsdestotrotz gelten sie dennoch als ein Gewinn nicht nur für Migranten, sondern auch für die Institutionen, indem sie Missverständnisse beseitigen, Zeitverluste durch sprachliche Schwierigkeiten reduzieren und das Risiko von kostenintensiver Fehl-/Unter- oder Überversorgung mindern.
Integrationslotsen lassen sich im Aufgabenfeld der Integrationsbegleitung verorten. Für eine Abgrenzung zu den Aufgabenfeldern von Stadtteilmüttern und anderen Multiplikatoren, Integrationspaten und Gemeindedolmetschern (Sprach- und Kulturmittlern, Sprach- und Integrationsmittlern, Kommunaldolmetscher) liegen zwar Vorschläge vor, die in der Praxis jedoch nur selten berücksichtigt werden. Zudem gibt es Überschneidungen mit weiteren Professionen der Sozialen Arbeit (z. B. Sozialarbeitern, Einzelfallhelfern, Beratungsstellen).

## Verbreitung und Formalisierung
Laut dem Sozio-oekonomischen Panel geben rund 1 Million Menschen in Deutschland an, die deutsche Sprache „eher schlecht“ zu beherrschen. Es kann davon ausgegangen werden, dass diese Gruppe potentiell zum Kundenkreis von Integrationslotsen gehört. Wie hoch die tatsächliche Nutzung von Integrationslotsendienstleistung in Deutschland ist, ist unbekannt.
Die ersten Integrationslotsenprojekte entstanden Anfang der 2000er Jahre. In der Praxis haben sich unterschiedliche Umsetzungsprofile etabliert. Insgesamt gibt es weit über 100 Projekte mit vergleichbaren Aufgabenfeldern, die teilweise auch unter anderen Namen firmieren, wie z. B. Aktivpaten, Integrationsassistenten, interkulturelle Begleiter, Zukunftslotsen und viele mehr. Auch wenn es einige Versuche der Standardisierung von Integrationslotsen gibt existiert bislang kein bundesweit gültiger Maßstab, der die Mindestanforderungen regelt. Die Projekte im deutschsprachigen Raum haben teilweise frappierende Unterschiede hinsichtlich wesentlicher Kriterien wie Aufgaben und Einsatzfelder, Qualifikation der Integrationslotsen, Auftragsmodalitäten, Zugangsvoraussetzungen oder Vergütung. Allerdings gibt es einige Landesinitiativen für Integrationslotsen, die Rahmenbedingungen für Integrationslotsen im jeweiligen Bundesland regeln; so seit 2007 für ehrenamtliche Integrationslotsen in Niedersachsen und in Hessen sowie seit 2013 für hauptamtliche Lotsen in Berlin. Einige Jahre später folgten landesweite Integrationslotsenprogramme für Ehrenamtliche in Sachsen-Anhalt, sowie 2021 für Hauptamtliche in Bayern (wobei Ehrenamtliche dort z. B. Integrationsbegleiter genannt werden und der Aufgabenschwerpunkt der Integrationslotsen in Bayern in der Ehrenamtskoordination liegt).
Integrationslotsen sind auch in Österreich tätig.

## Finanzierung und Förderung
Der Großteil der Integrationslotsen ist ehrenamtlich aktiv. Mitunter sind Integrationslotsen auch in zeitlich befristeten Projekten organisiert. Diese werden aus kommunalen Mitteln, Landes-, Bundes- oder europäischen Mitteln bestritten. Bis zum Jahr 2014 gab es zahlreiche Projekte, die über Maßnahmen der Arbeitsmarkteingliederung finanziert wurden (Öffentlich geförderter Beschäftigungssektor, Ein-Euro-Job, ABM). Eine auf Dauer angelegte Regelfinanzierung durch öffentliche Haushalte ist die Ausnahme. Allerdings werden seit 2013 in Berlin Integrationslotsen (und Stadtteilmütter) auf Basis des Landestarifvertrags eingestellt. Bayern folgte 2021 mit einem Programm für hauptamtliche Integrationslotsen.
Die Tätigkeit der Integrationslotsen ist somit fast in jedem Fall vorfinanziert oder kostenlos (bei Ehrenamtlichen), so dass im Unterschied zu (Gemeinde- oder Kommunal-)Dolmetschern weder von den Migranten noch von den Institutionen, zu denen begleitet wird, eine einsatzbezogene Gebühr erhoben wird.